# Горы Ангмар
Горы Ангмар (лат. Angmar Montes) — горная цепь на Титане, самом крупном спутнике Сатурна. Длина — 230 км, вытянута с запад-северо-запада на восток-юго-восток. Находится в пределах светлой местности Адири; координаты центра — 10°00′ ю. ш. 138°06′ в. д. / 10° ю. ш. 138,1° в. д.
Горы Ангмар соседствуют с несколькими другими горными цепями: севернее почти параллельно им тянутся горы Эхориат, а восточнее (под углом) — горы Долмед. Северо-восточнее гор Ангмар есть поле дюн, известное как волны Зефира.
Горы Ангмар были обнаружены на радиолокационных снимках космического аппарата «Кассини», заснявшего эту область 28 октября 2005 года. Как и другие горы, на радарных изображениях они выглядят ярче окружающей местности. Названы именем гор Ангмара (англ. Mountains of Angmar) из легендариума Дж. Р. Р. Толкина. Это название было утверждено Международным астрономическим союзом 5 декабря 2011 года.